# Bladmetall

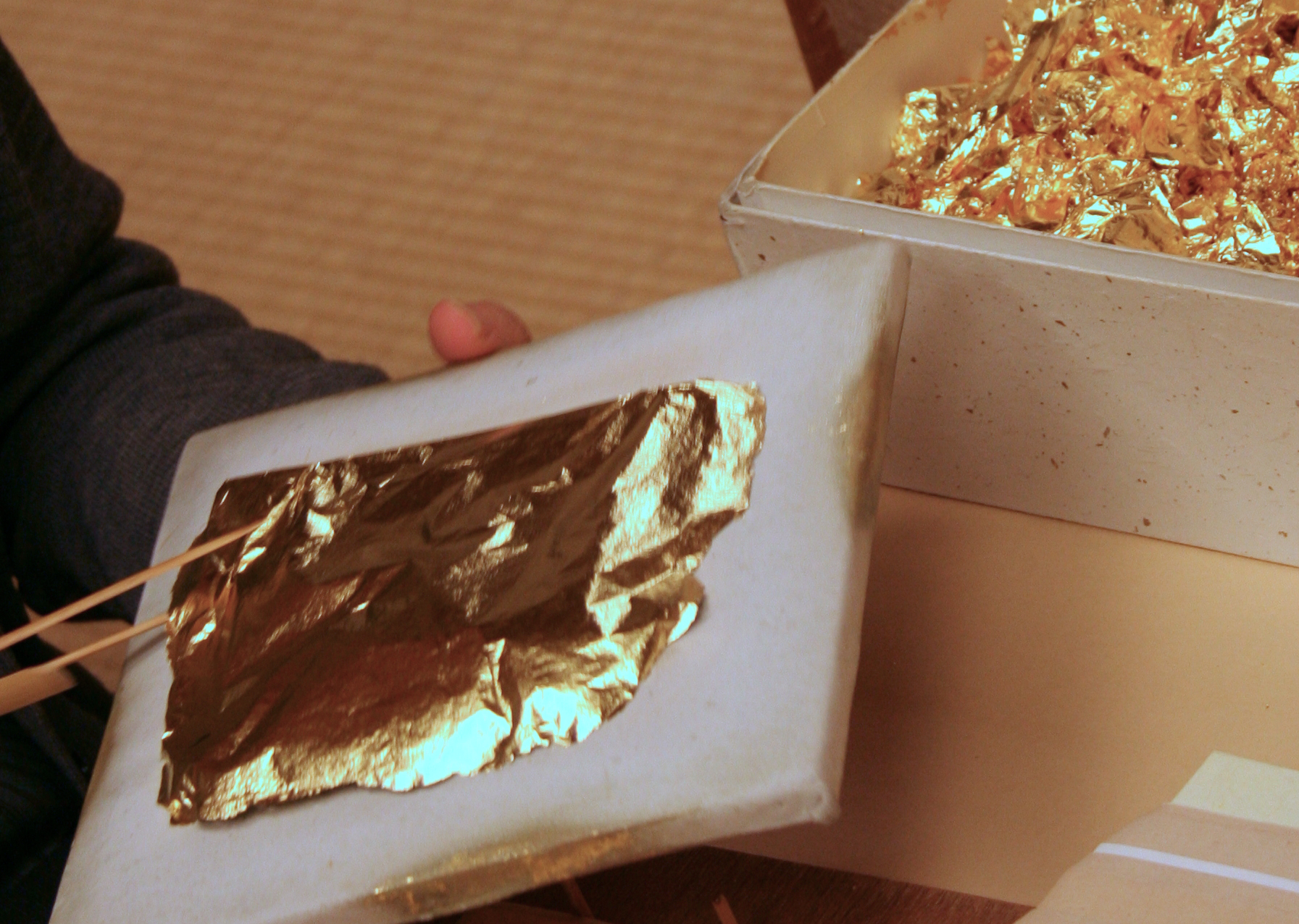
Bladguld.

Bladmetall är metall som hamrats ut mycket tunt, (ända ned till 0,0001 mm). Bladguld och bladsilver används oftast för att förgylla respektive försilvra, t. ex. tak, konsthantverk eller konstverk. Olika mässingslegeringar kan användas för att imitera bladguld. Bladtenn användes förr för att foliera spegelglas. Det finns även bladkoppar, bladantimon och bladaluminium. Bladguld (Under E-175) eller så kallad "Ätbart Guld" kan också användas på vissa matprodukter med minimala hälsoaspekter.
Slagmetall:
Slagmetall kallas den oädla variant som kan i vissa fall förväxlas med Bladmetall/guld, skillnaden ser man lättast på storleken, då slagmetallen är betydligt större. (skarvarna på till exempel en tavelram) 3,2-8,5cm för guld och 14cm för slagmetall.